# Monte Adentro (Paraíso)
Monte Adentro es una ranchería del municipio de Paraíso ubicado en la subregión de la Chontalpa del estado mexicano de Tabasco.

## Geografía
La localidad se ubica a 3.6 kilómetros (en dirección noreste) de la localidad de Paraíso, la cabecera y lugar más poblado del municipio. Se sitúa en las coordenadas geográficas 18°22′11″N 93°11′36″O / 18.369722, -93.193333, a una elevación de 1 metro sobre el nivel del mar.

## Demografía
Según el Conteo de Población y Vivienda 2020, efectuado por el Instituto Nacional de Estadística y Geografía, la localidad de Monte Adentro tiene 1,035 habitantes, de los cuales 496 son del sexo masculino y 539 del sexo femenino. Su tasa de fecundidad es de 2.07 hijos por mujer y tiene 274 viviendas particulares habitadas.
| Gráfica de evolución demográfica de Monte Adentro entre 1980 y 2020 |
|                                                                     |
| INEGI.                                                              |